# I Get Crazy
I Get Crazy е песен на тринидадската рапърка Ники Минаж с участието на американския рапър Лил Уейн. Песента е включена в миксираната лента Beam Me Up Scotty на Минаж. Песента постига малък успех в музикалните класации на Рап и R&B/Хип-хоп в САЩ. В песента Минаж и Уейн смесват жанрове и стихове, редуващи се с китарата на Уейн.

## Предистория
I Get Crazy е включена в миксираната лента Beam Me Up Scotty на Ники Минаж. Издадена е преди излизането на миксираната лента. Има малък успех в Hot R&B/Hip-Hop Songs в САЩ, заради честото пускане по радиото. В интервю по MTV Ники Минаж описва песента като пристрастяваща. След като я записала, тя пуснала песента на Лил Уейн да я чуе и той си измислил куплет и го добавили в песента.

## Позиции в музикалните класации
| Държава                     | Класация |
| --------------------------- | -------- |
| САЩ – Hot R&B/Hip-Hop Songs | 37       |
| САЩ – Hot Rap Songs         | 20       |